# Джош Девіс (плавець)
Джош Девіс (англ. Josh Davis, 1 вересня 1972) — американський плавець.
Олімпійський чемпіон 1996 року, призер 2000 року.
Чемпіон світу з плавання на короткій воді 2000 року.
Переможець Пантихоокеанського чемпіонату з плавання 1993, 1997 років, призер 1999 року.
Переможець Панамериканських ігор 1995 року.
Переможець літньої Універсіади 1991, 1995 років.